# Famille de la langue des signes française
La famille de la langues des signes française, aussi reconnue sous le nom de la famille des langues francosignes, est une famille de langue des signes incluant la plupart des langues des signes utilisées dans le monde. Elle descend de la vieille langue des signes française qui s'est développée en France à partir du XVIIe siècle.

## Classification
Henri Wittmann, dans sa classification parue dans son article de 1991 Classification linguistique des langues signées non vocalement, reprend les travaux d'Anderson et Peterson parus en 1979, et établit la classification suivante, listant les membres supposés de cette famille, avec leur date d'établissement ou première attestation : 
- 1752 : Langue des Signes (LS) française ;
  - 1780 : LS austro-hongroise, a influencé ou s'est scindée en :
    - LS autrichienne ;
    - LS hongroise ;
    - LS slovaque ;
    - LS tchèque ;

  - 1799 : LS néerlandaise ;
  - 1806 : LS danoise ;
  - 1806 : LS lettone ;
  - 1806 : LS russe (influence de la LS austro-hongroise), a influencé :
    - LS bulgare ;

  - 1806 ? : LS philippine ;
  - 1817 : LS américaine, a influencé : 
    - LS bolivienne ;
    - LS hawaïenne pigdin ;
    - LS inuit ;
    - LS kényane ;
    - LS malgache ;
    - LS québécoise ;
    - LS tchadienne ;
    - LS zimbabwéenne ;

  - 1825 : LS norvégienne (influence de la LS allemande), a influencé :
    - LS finnoise ;
    - LS finno-suédoise ;
    - LS suédoise ;

  - 1828 : LS italienne, a influencé :
    - LS libyenne ;
    - LS tunisienne ;

  - 1828 : Langue des signes suisse, s'est scindée en :
    - LS alémanique ;
    - LS romande ;
    - LS italienne ;

  - 1840 : LS yougoslave (influence de la LS austro-hongroise), a influencé ou s'est scindée en :
    - LS croate ;
    - LS kosovare ;
    - LS macédonienne ;
    - LS slovène ;

  - 1846 : LS irlandaise ;
  - 1907 : LS portoricaine ;
  - 1950 ? : LS grecque (influence de la LS américaine) ;
  - 1951 : LS thaïlandaise (influence de la LS américaine et peut-être indigène) ;
  - 1960 : LS ghanéenne (influence de la LS américaine) ;
  - 1960 ? : LS malaisienne (influence de la LS américaine) ;
  - 1960 : LS nigériane ;
  - 1987 : LS marocaine (influence de la LS américaine) ;
  - Sans date : LS algérienne ;
  - Sans date : LS catalane ;
  - Sans date : LS mexicaine ;
  - Sans date : LS roumaine.